# Belcastel, Tarn
 Belcastel, Tarn  là một xã thuộc tỉnh Tarn, trong vùng Occitanie of miền nam nước Pháp. Xã này nằm ở khu vực có độ cao trung bình 210 mét trên mực nước biển.